# Eadwulf II de Northumbrie
Pour les articles homonymes, voir Eadwulf.
Eadwulf ou Eadulf (mort en 913) gouverne la région de Bamburgh, en Northumbrie, au début du Xe siècle.

## Biographie
La date de la mort d'Eadwulf est donnée par plusieurs sources : l'historien anglo-saxon Æthelweard, les Annales d'Ulster et les Annales de Clonmacnoise. La Historia de sancto Cuthberto l'appelle « favori » du roi Alfred le Grand.
Pour le reste, on ne sait rien d'Eadwulf, que ce soit la date où il prend le pouvoir (il est peut-être le successeur direct du roi Ecgberht II, déposé en 878) ou l'étendue même de ce pouvoir : les chroniques d'Irlande l'appellent « roi des Saxons du Nord », tandis qu'Æthelweard le qualifie de simple reeve (magistrat) de Bamburgh, ce qui limiterait son domaine à la seule Bernicie ; mais il est possible qu'il ait régné sur la Northumbrie tout entière.
Il a au moins deux fils (Ealdred et Uchtred) et il est à l'origine d'une dynastie qui règne sur la région jusqu'en 1067.